# Discestra verna
Discestra verna là một loài bướm đêm trong họ Noctuidae.